# Аллопрегнандион
Аллопрегнандион (5α-Дигидропрогестерон, 5α-ДГП, или 5α-прегнан-3,20-дион) является эндогенным прогестогеном и нейростероидом, который синтезируется из прогестерона. Он также является промежуточным звеном в синтезе аллопрегнанолона и изопрегнанолона из прогестерона. 5α-ДГП является агонистом рецептора прогестерона и положительным аллостерическим модулятором рецептора GABAA (хотя со сродством к этому рецептору, которое считается относительно низким (по сравнению с метаболитами 3α-гидроксилированного прогестерона, такими как аллопрегнанолон и прегнанолон)).  Также было обнаружено, что он действует как отрицательный аллостерический модулятор рецептора GABAA-rho. Было установлено, что стероид обладает 82% сродства прогестерона к рецептору прогестерона в матке макаки-резуса. Сообщалось, что 5α-Дигидропрогестерон обладает примерно 33% относительной прогестогенной активности прогестерона. Кроме того, он является слабым агонистом рецептора X-прегнана (PXR) (ЕС50> 10000 мкМ), с примерно в 6 раз меньшей активностью по сравнению с его 5β-изомером, 5β-дигидропрогестероном.